# Simpson Horror Show XI
Le Simpson Horror Show XI (France) ou Spécial d’Halloween XI (Québec) (Treehouse of Horror XI) est le 1er épisode de la saison 12 de la série télévisée d'animation Les Simpson.

## Synopsis

### Introduction
La famille Simpson apparaît sous les traits de la famille Munster. Homer devient ainsi Herman Munster, Marge incarne Lily Munster, Bart est Eddie Munster, Lisa campe Marilyn Munster et Grand Père interprète Grand Père Munster, quand soudain la population de Springfield commence à les abattre à coup de batte de base-ball, sauf Lisa qui était toujours vivante.

### P-P Papa F-F Fantôme
Homer meurt après avoir mangé la plus meurtrière des plantes sur Terre : le brocoli. Quand il arrive aux portes du ciel, il ne peut pas entrer car il n'a fait aucune bonne action dans toute sa vie. St-Pierre lui donne alors 24 heures pour en réaliser au moins une.